# Friedrich-Leopold von Stechow
Friedrich-Leopold Freiherr von Stechow (* 11. September 1942 in Bad Salzungen, Thüringen) ist deutscher Wirtschaftsjurist und Unternehmer.

## Leben
Stechow entstammt märkischem Adel. 1964–1968 studierte er Volkswirtschaftslehre, Betriebswirtschaftslehre und Rechtswissenschaft. 1973 wurde er an der Julius-Maximilians-Universität Würzburg zum Dr. rer. pol. promoviert. Er hatte verschiedene Führungspositionen bei Banken inne, von 1978 bis 1983 bei Sal. Oppenheim in Köln und von 1984 bis 1992 bei Trinkaus & Burkhardt in Düsseldorf und Frankfurt am Main. Von 1993 bis 2002 war er Mitglied des Vorstandes der DG Bank/DZ Bank. In den Jahren 2002 bis 2005 war er Geschäftsführer der Partner für Berlin, Gesellschaft für Hauptstadt-Marketing mbH. Seit 2005 ist er geschäftsführender Gesellschafter der eigenen Stechow Management Consulting GmbH & Co. KG in Berlin und seit 2009 Geschäftsführer der Bundesvereinigung Kreditankauf und Servicing in Berlin. Von April 2009 bis Juni 2010 war er zudem Geschäftsführer der noa bank, die im August 2010 Insolvenz anmeldete und gegen die am 18. August 2010 von der Bundesanstalt für Finanzdienstleistungsaufsicht ein Moratorium verhängt wurde. Seit 1964 ist er Mitglied des Corps Borussia Bonn. Er ist verheiratet und hat fünf Kinder.
Er ist Vorsitzender des Kuratoriums von St. Peter und Paul (Brandenburg an der Havel) und des Fördervereins Freunde der Antike auf der Museumsinsel e.V. Er sitzt in den Vorständen der Gesellschaft zum Studium strukturpolitischer Fragen, der Guardini-Stiftung und der Freunde und Förderer des Deutschen Theaters Berlin.
Von 1999 bis 2008 hielt er Lehraufträge als Honorarprofessor an der Universität Potsdam und der Humboldt-Universität zu Berlin zu den Fachthemen Mittelstandsfinanzierung und Genossenschaftswesen.

## Herausgeber
- Aktuelle Entwicklungen des Genossenschaftswesens in Deutschland, in: Berliner Beiträge zum Genossenschaftswesen, Bd. 45, Institut für Genossenschaftswesen an der Humboldt-Universität zu Berlin, Berlin 1999, ISBN 3-929603-44-6
- Marketing im Genossenschaftssektor, in: Berliner Beiträge zum Genossenschaftswesen, Bd. 51, Institut für Genossenschaftswesen an der Humboldt-Universität zu Berlin, Berlin 2000, ISBN 3-929603-77-2
- Mittelstand und Genossenschaften, in: Berliner Beiträge zum Genossenschaftswesen, Bd. 53, Institut für Genossenschaftswesen an der Humboldt-Universität zu Berlin, Berlin 2000, ISBN 3-929603-80-2